# Chiesa di Santa Maria Maddalena (Trevenzuolo)
La chiesa di Santa Maria Maddalena è la parrocchiale di Trevenzuolo, in provincia e diocesi di Verona; fa parte del vicariato di Isola della Scala-Nogara.

## Storia
La prima citazione della pieve di Trevenzuolo, forse fondata nel X secolo se non prima, è da ricercare nella bolla del 1145 di papa Eugenio III, la Piae postulatio voluntatis, nella quale si confermò l'appartenenza alla diocesi di Verona; aveva come filiali le cappelle di Fagnano e di Roncolevà e originariamente era a sua volta dipendente dall'abbazia di San Zeno.

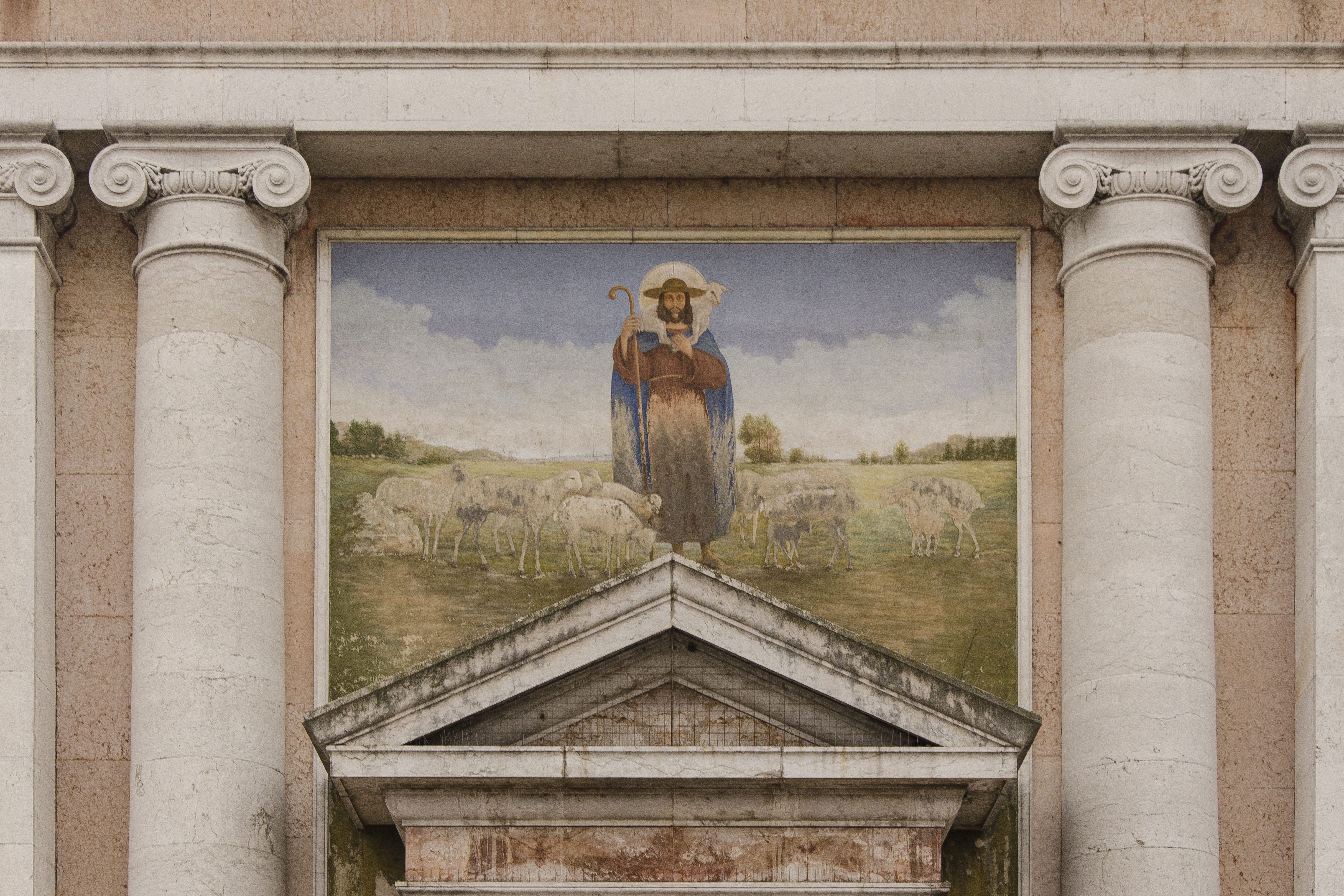
Particolare della facciata

Nel 1187 il possesso della chiesa passò dall'abate di San Zeno al cenobio cittadino, come stabilito dalla bolla di papa Urbano III.
Nel Quattrocento venne edificata la nuova pieve, che era ad un'unica navata sulla quale si aprivano quattro cappelle laterali e che era nota col semplice titolo di Santa Maria; la consacrazione fu impartita il 3 settembre 1486 dall'arcivescovo di Durazzo Mattia Ugoni.
A partire dal 1529 la chiesa è nota con il nome di Santa Maria Maddalena
Nella prima metà del XIX secolo la pieve quattrocentesca di rivelò insufficiente a soddisfare le esigenze dei fedeli e, così, si decise di edificare una nuova chiesa.
La prima pietra dell'erigenda parrocchiale venne posta nel 1832; l'edificio, disegnato da tale capomastro Guglielmo da Verona, fu portato a termine nel 1836.
Negli anni quaranta del XX secolo la struttura venne ampliata mediante l'allungamento della navata; contestualmente venne ricostruita la facciata, progettata da Francesco Banterle.

La chiesa fu consacrata nel 1981 dal vescovo di Verona Giuseppe Amari.

## Descrizione

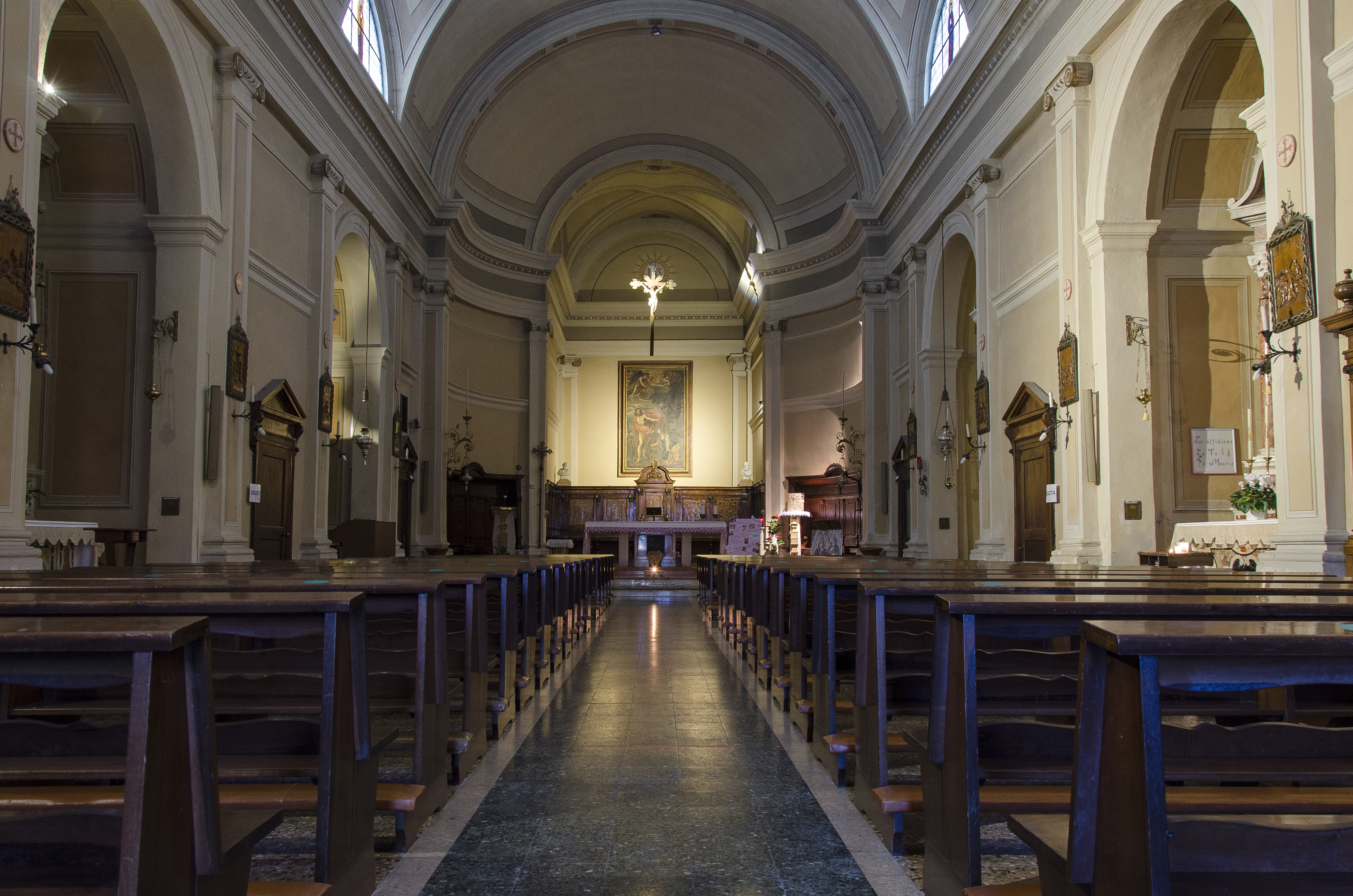
L'interno

### Facciata
La neoclassica facciata della chiesa, che è a capanna, è scandita da due lesene laterali d'ordine ionico e da due semicolonne, anch'esse ioniche e presenta sopra il portale d'ingresso un dipinto il cui soggetto è Cristo con bastone che pascola il gregge; è coronata dal timpano di forma triangolare. 

### Interno
L'interno è ad un'unica navata le cui pareti sono scanditi da lesene sorreggenti la trabeazione sopra la quale s'imposta la volta a botte e sulla quale s'affacciano sei cappellette, introdotte da archi, in cui sono ospitati il fronte battesimale, il vecchio altare precedente la riforma liturgica, l'organo e gli altari di San Giuseppe, della Vergine del Rosario e della Maddalena; al termine dell'aula vi è il presbiterio, rialzato di due gradini e chiuso dell'abside di forma piatta.
Opere di pregio qui conservate sono il dipinto raffigurante Cristo Risorto che appare alla Maddalena, realizzato nel XVII secolo dal veronese Giovanni Battista Amigazzi e una pala seicentesca ritraente la Madonna col Bambino assieme ai santi Antonio di Padova e Giovanni Battista, realizzata da Francesco Barbieri.